# Rajd Elmot 1981
Rajd Elmot 1981 – 11. edycja Rajdu Elmot. Był to rajd samochodowy rozgrywany od 24 do 25 kwietnia 1981 roku. Była to pierwsza runda Rajdowych Samochodowych Mistrzostw Polski w roku 1981. Rajd składał się z dziewiętnastu odcinków specjalnych. Został rozegrany na nawierzchni asfaltowej. Zwycięzcą rajdu został Tomasz Ciecierzyński.

## Wyniki końcowe rajdu[1][2]
| Miejsce | Kierowca             | Pilot                  | Samochód              | Czas    | Strata | Grupa Klasa |
| ------- | -------------------- | ---------------------- | --------------------- | ------- | ------ | ----------- |
| 1       | Tomasz Ciecierzyński | Jacek Różański         | FSO Polonez 2000      | 2:14:19 | -      | II/9-15     |
| 2       | Andrzej Koper        | Włodzimierz Krzemiński | Renault 5 Alpine      | 2:16:25 | +2:06  | II/8        |
| 3       | Ryszard Plucha       | Tomasz Szostak         | FSO Polonez 2000      | 2:16:45 | +2:26  | II/9-15     |
| 4       | Marek Karczewski     | Krzysztof Szymczak     | Renault 5 Alpine      | 2:22:19 | +8:00  | I/8         |
| 5       | Ryszard Granica      | Jerzy Werner           | Renault 5 Alpine      | 2:26:33 | +12:14 | II/8        |
| 6       | Andrzej Witkowicz    | Andrzej Turczyński     | Volkswagen Golf GTi   | 2:28:18 | +13:59 | I/8         |
| 7       | Mirosław Krachulec   | Marek Kusiak           | Lada 1600             | 2:29:58 | +15:39 | II/8        |
| 8       | Jan Wojciechowski    | Andrzej Wodziński      | Renault 5 Alpine      | 2:31:58 | +17:39 | I/8         |
| 9       | Adam Masłowiec       | Marek Łobaza           | Polski Fiat 125p 1500 | 2:32:37 | +18:18 | I/8         |
| 10      | Stanisław Skrzynecki | Jacek Czayka           | Polski Fiat 125p 1500 | 2:35:58 | +21:39 | I/8         |